# 大鵬湾国家風景区

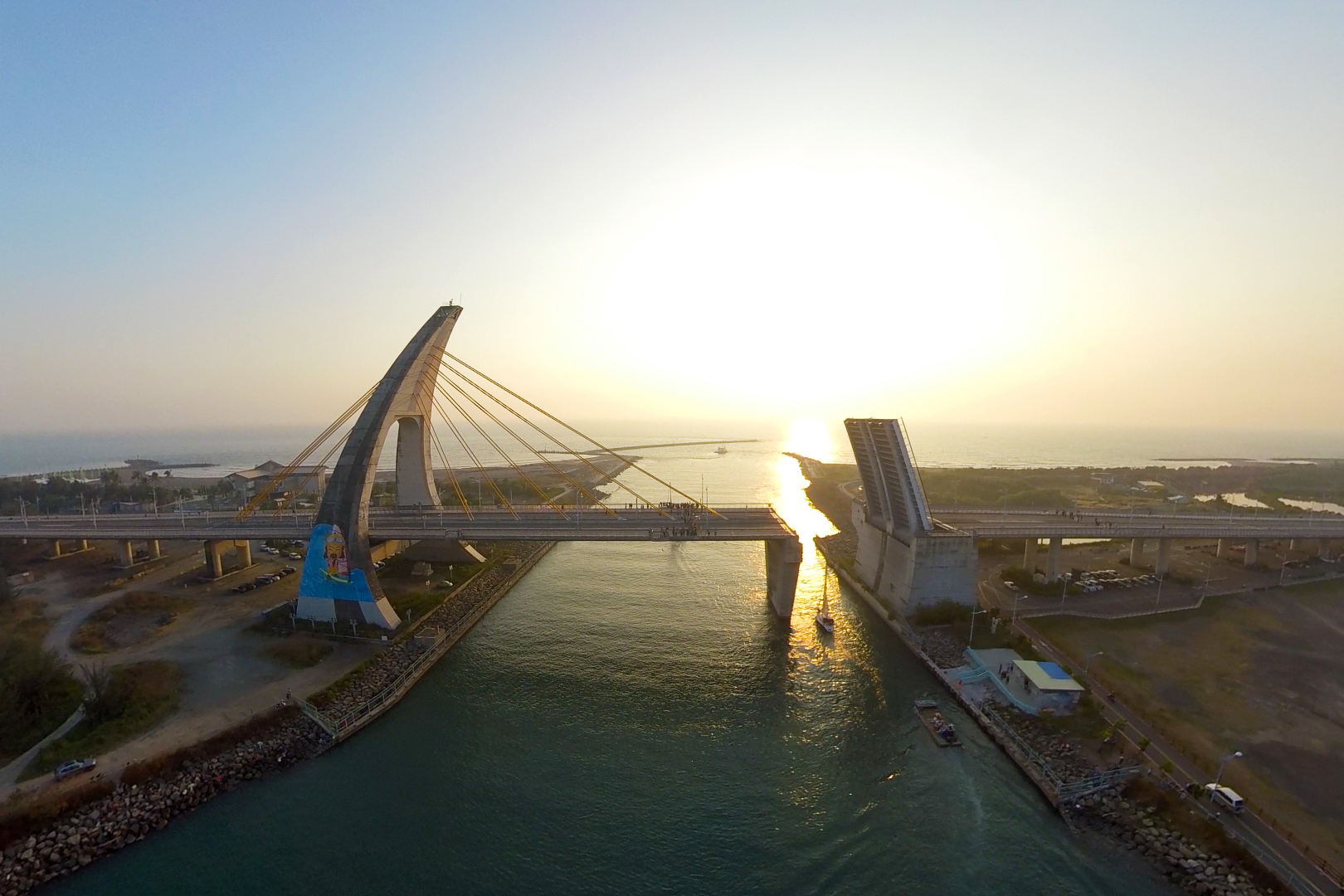
鵬湾跨海大橋

大鵬湾国家風景区（たいほうわんこっかふうけいく、中国語: 大鵬灣國家風景區、英語: Dapeng Bay National Scenic Area）は、中華民国（台湾）の国家風景区の一つで、1997年に設立され、主に台湾本島の西南に位置する大鵬湾地区とその隣接地にあり、2000年に小琉球風景区が合併して大鵬湾湿地生態国家風景区となり、全体は屏東県にある。大鵬湾と琉球礁湖の景観の美しさに加え、大鵬湾礁湖の隣接地に元々あった大鵬空軍集中訓練所跡地も軍事史的観光地とした。
その後、大鵬湾カートコース、大鵬湾国際サーキット（2019年以降閉鎖中）、軍事風味のレストラン、ユニークな四角い民宿などのハード施設も加わり、観光客に観賞の楽しみだけでなく、多くのレクリエーション施設を提供している。潟湖の美しさと不思議を楽しむことができ、湖畔にはセーリング基地、セーリング・トレーニング・センター、クラブハウスなどがある。東港鎮の嘉蓮里と南平里の交差点にある鵬湾跨海大橋の自動機械式アーム吊り橋、単発小型飛行機、湾岸には湾を一周する道路、湾自転車道がある。大鵬湾一帯は陸、海、島の3つのタイプで構成されています。
大鵬湾国家風景区全体は、北は台17線、東は林辺郷と県道128号線、西は住宅街と東港鎮新口に囲まれている。
観光面では、近い将来に海上に青色高速道路を作って、高雄港、海口港、小琉球が観光エリアとして計画されている。中期的には、大鵬湾漁業海洋博物館がすぐ近くに加わる。長期的には、シンガポールやフィリピンへの航路を延長するため、大型船を追加する計画である。

## 参照項目
- 国家風景区
- 台湾の国立公園